# Xian autonome miao de Songtao
Le xian autonome miao de Songtao (松桃苗族自治县 ; pinyin : Sōngtáo miáozú Zìzhìxiàn) est un district administratif de la province du Guizhou en Chine. Il est placé sous la juridiction de la préfecture de Tongren.

## Démographie
La population du district était de 593 607 habitants en 1999.